# Fámjin
Fámjin (gammel dansk skrivemåde: Famien) er en bygd og et sogn på Færøerne.De vigigste næringsveje er fiskeri, fårehold og turisme. De fleste har arbejde udenfor bygden.
Fámjin er kun beskyttet mod Atlanterhavet af lave skær. Der er en lille havn mod vest, hvorfra man kan drive fiskeri med mindre både.
Famjin bygd med opland udgør Fámjins kommuna på 13,3 kvadratkilometer med 86 indbyggere (2021).
Fámjinstunnilin  er en 1200 meter lang tunnel mellem Fámjin og Ørðavík, som sandsynligvis kan indvies i juni 2025. 

Fámjins kirkja blev bygget i sten fra 1862 til 1876 og tegnet af islændingen Guðbrandur Sigurðsson. I kirken hænger Færøernes første flag ”Merkið” tegnet af den færøske student Jens Oliver Lisberg fra Fámjin, der 1919 som student i det fjerne København fik ideen til flaget. I forkirken står Færøernes yngste runesten, Fámjinstenen, som dateres til tiden efter reformationen, som på Færøerne fandt sted i 1538.
Bygdarhúsið Vesturhøll benyttes til møder, lejrskoler og så videre. Der er en stor sal og køkken. Der er plads til 100 spisende gæster og cirka 40 overnattende gæster på madrasser i den store sal. Der er endvidere flere toiletter og brusekabiner.
Nord for højt over Fámjin ligger den  0,2 km² store sø Kirkjuvatn, Færøernes ottende største naturlige indsø. Nord for søen ligger Suðuroys højeste fjeld, det 610 meter høje Gluggarnir. De andre fjelde i nærheden er Herðablaðið og Eystanfyri Herðablaðið, og to mindre fjelde: Knúkin, som er 417 meter højt og det 469 meter høje Mikla, øst for søen. Nordvest for Fàmjin ses endnu rester af en kulmine og en transportbane ud til Fámjins vestkyst.

## Historie
Sprogforskere mener, at navnet Fámjin stammer fra omkring år 1300, hvor Færøerne og Shetlandsøerne var under samme administration. Fámjin, fra det oldengelske fámig som adjektiv: foamy dansk skum og fra det midtengelske endelsesord -ende -ing eller -in, så måske i al sin enkelhed det skummende sted. Ofte er hele bugten på grund af brændingen fyldt med hvidt skum.
Fámjin er første gang nævnt skriftlig i Hundebrevet fra den sidste halvdel af 1300-tallet. Fámjin er sandsynligvis en udflytterbygd fra Hov.
Den mest kendte version af navnet Fámjins oprindelse er et sagn fra det 16. århundrede: "En dag var to mænd fra bygden Hov ude at fiske ud for den "vestlige vig". Et fransk sejlskib lå og ventede på mere vind. De to fiskere inviterede to franske kvinder ned i deres robåd, angiveligt for at vise dem deres helleflynderfangst. Mens de to franske kvinder var om bord, roede de to mænd med fuld kraft tilbage mod Vestervík, mens franskmændene fortvivlet råbte: Femme mien ... Femme mien! Siden har stedet haft navnet Fámjin. De to mænd bosatte sig kort tid efter med deres nye franske ægtefæller i Fámjin. Folk i Fámjin fortæller stadig, at de har fransk blod i årene".
Bygden fik sin første skole i 1886, og den blev ombygget i 1984. I 2021 er der kun én enkelt elev, som går i 6. klasse.
Bygden var indtil 1939 uden vejforbindelse og var en af de mest isolerede bygder på Suðuroy.
Den 29. marts 2005 underskrev den danske udenrigsminister Per Stig Møller og Færøernes lagmand, Jóannes Eidesgaard, i Fámjin "erklæringen", der har til hensigt at forbedre færingernes indflydelse på øgruppens egen udenrigs- og sikkerhedspolitik.
Fámjin er godkendt af de færøske myndigheder til Grindefangst, som overvåges af sysselmanden.
I perioden 1709–2011 blev der gennemført 46 grindadráp i Fámjin, 2,5 % afv alle fangstepisoder på Færøerne i perioden.

## Turisme
Fámjin er kendt som en velholdt og billedskøn bygd. Der er et mindre antal af feriehuse, som kan udlejes fra ejerne. Der er ingen officiel campingplads, men der plads til et mindre antal campingvogne ved havnen.
Bjergvejen fra Ørðavík fører forbi Suðuroys gamle tingsted og videre af en smuk serpetinervej mod Fámjin. Gå eller kør med lav hastighed. Gå et lille stykke op i udmarken og nyd den vilde forrevne vestkyst med den fantastiske brænding og udsigten ned til bygden.
Er kirken låst, spørg efter en rundvisning, i det nærmeste hus øst for kirken.
Ved havnen er det ofte muligt at iagttage forskellige slags havfugle på nært hold. Fortsæt nordpå til bygdevejen slutter.
Fra Fámjin kan man følge den gamle vardesti mod syd, parallel med kysten til Vágur (ca. 2 timer).
Gå en tur ud på de lave lavaklipper i klart stille vejr, eller nyd brændingen og udsigten fra parkeringspladsen. Læg mærke til de mange stengærder og farverne i basaltklipperne.
Ved kirken går der en sti op forbi et brusende vandfald og videre op til Suðuroys største naturlige sø Kirkjuvatn. En vandretur omkring søen tager ca. halvanden time. Fra søen er det mulig at følge fårestierne mod nord op til Suðuroys højeste fjelde.

## Galleri
- I kirken hænger Færøernes første flag Merkið
- Fámjinstenen er en runesten, som står i Fámjin Kirke.
- Per Stig Møller og Jóannes Eidesgaard underskriver Fámjinserklæringen i Fámjin
- Fámjin
- Syd for Fámjin